# Drumul european E59
Ruta europeană E 59 este o rută europeană intermediară de clasă A nord-sud. Începe la Praga, Republica Cehă, trece prin Viena, Austria și Maribor, Slovenia, terminându-se lângă Zagreb, Croația. Lungimea totală a traseului este de 644 km (400 mi). E59 constă în mare parte din autostrăzi, dar unele secțiuni sunt dezvoltate fie ca drumuri expres, fie ca drumuri cu două benzi cu intersecții la nivel. Secțiunile de autostradă sunt în general taxate prin sisteme și tarife diferite. Segmentele individuale ale rutei E59 sunt partajate cu alte câteva rute europene. Inițial, traseul se prelungea prin Bihać, Bosnia și Herțegovina, până la Split, Croația.

## Descrierea traseului
Traseul E59 începe în Praga, Republica Cehă, și continuă spre sud-est de-a lungul autostrăzii D1 spre Jihlava, unde părăsește autostrada și cotește spre sud de-a lungul traseului 38, un drum obișnuit care cuprinde intersecții la nivel. Traseul trece lângă Moravské Budějovice și Znojmo.[1] Traversează din Republica Cehă în Austria între Chvalovice și Haugsdorf în timp ce trece pe drumul de stat austriac B303, reprezentând un alt drum cu două benzi cu intersecții la nivel. La nord de Guntersdorf, E59 se transferă pe autostrada S3 până ajunge la Stockerau și pe A22 care duce E59 spre est până la Viena. În interiorul orașului, E59 face din nou spre sud în Donaustadt, transferându-se pe A23, ducând-o la marginea de sud a orașului. Acolo se îndreaptă mai spre sud de-a lungul autostrăzii A2, luând traseul pe lângă Wiener Neustadt până în orașul Graz. Graz însuși este ocolit de autostradă, iar E59 trece acolo către autostrada A9, care marchează ultima etapă spre sud a E59 prin Austria, până când ajunge la punctul de trecere a frontierei Spielfeld/Šentilj către Slovenia.[2] La sud de trecerea frontierei, ruta E59 urmează autostrada slovenă A1 la sud de Maribor, unde E59 părăsește ruta A1 și se unește cu A4, ducând-o la punctul de trecere a frontierei Gruškovje/Macelj către Croația.[3] La sud de graniță, E59 urmează autostrada croată A2, trecând pe lângă Krapina până la Zagreb. E59 se termină la intersectia Jankomir a ocolirii Zagreb, unde traficul E59 spre sud se îndreaptă implicit către autostrada A3 spre est.[4] Inițial, E59 s-a extins mai la sud, pe lângă Zagreb, până la Bihać, Bosnia și Herțegovina și Split, pe coasta Mării Adriatice, cu toate acestea, acel segment al rutei a fost transferat ulterior pe ruta europeană E71. Cu toate acestea, E59 împărtășește segmente ale rutei cu o serie de alte rute europene.[5] O parte a E59 care se întinde pe Praga și Viena corespunde Coridorului Pan-European IV, iar segmentul care se întinde pe Graz și Zagreb corespunde Coridorului Pan-European Xa.[6]

## Taxare
Diferite secțiuni ale E59 sunt taxate, folosind o gamă largă de sisteme de colectare a taxelor. În Republica Cehă, vehiculelor care depășesc 3,5 tone (3,4 tone lungi; 3,9 tone scurte) care folosesc autostrada D1 li se percepe taxa folosind un sistem electronic de colectare a taxelor (ETC), în timp ce altor vehicule li se cere să aibă o vignetă afișată.[1][7] ] Același lucru este valabil și pentru autostrăzile austriece.[8] Slovenia are un sistem similar, deși vehiculele care depășesc limita de greutate de 3,5 tone (3,4 tone lungi; 3,9 tone scurte) sunt prevăzute cu o serie de opțiuni de plată.[9] Autostrada A2 croată este, de asemenea, o autostradă cu taxă, care utilizează un sistem de bilete. Începând cu august 2011, taxa de drum percepută de-a lungul rutei A2 între diferite locuri de taxare de la fiecare ieșire de pe autostradă și două locuri de taxare principale, variază în funcție de lungimea rutei parcurse și de clasificarea vehiculului în Croația. Taxa se plătește fie în kuna croată, fie în euro și cu principalele carduri de credit și de debit. De asemenea, este utilizat un sistem de colectare a taxelor preplătite.[10]

## Istorie
Vezi și: Rețeaua internațională de drumuri electronice și coridoarele paneuropene
UNECE a fost înființată în 1947, iar primul lor act major de îmbunătățire a transportului a fost o declarație comună a ONU nr. 1264, Declarația privind construcția principalelor artere de trafic internațional[11] semnată la Geneva la 16 septembrie 1950, care a definit prima rețea de drumuri E. Această declarație a fost modificată de mai multe ori înainte de 15 noiembrie 1975, când a fost înlocuită de Acordul european privind principalele artere de trafic internațional sau „AGR”, care a instituit un sistem de numerotare a rutelor și a îmbunătățit standardele pentru drumurile din listă. AGR a trecut prin mai multe modificări, ultima, din 2011, în 2008.[12] Reorganizarea rețelei de drumuri E din 1975 și 1983 a redefinit denumirea E71 asociată anterior cu șoseaua Hanovra-Bremen-Bremerhaven și a atribuit-o rutei Košice-Budapest-Zagreb.[11][13] Aceleași documente au atribuit tronsonului Zagreb–Bihać–Split E59, deoarece E71 s-a terminat la Zagreb la acea vreme, cu toate acestea, cea mai recentă revizuire a rețelei E a trunchiat E59 în Zagreb și a transferat fostul său picior sudic către E71, scurtând considerabil E59.[12]

## Concurente
| Tara          | km      | Route | Orase de control      | Rute de conectare | Notes |
| Repulica Ceha | 0-114   | D1    | Praga Jihlava         | R1 19 34          | Traficul E59 în direcția nordului, care părăsește segmentul este implicit către strada Brněnská din Praga. Traficul E59 spre sud părăsește autostrada D1 la ieșirea 112A. Acest segment este concomitent cu rutele E50 și E65. Segmentul cel mai nordic al traseului. |
| Repulica Ceha | 114-209 | 38    | Jihlava Znojmo        | 23 53             | Drum obișnuit cu intersecții la nivel. |
| Austria       | 209-234 | B303  | Haugsdorf Guntersdorf | B45               | Drum obișnuit cu intersecții la nivel. |
| Austria       | 234-255 | S3    | Guntersdorf Stockerau | B4 B40            | Drum Expres |
| Austria       | 255-285 | A22   | Stockerau Vienna      | S1 B8             | Traficul E59 spre sud care părăsește segmentul trece de la A22 la A23 la intersectia Kaisermühlen Acest segment este concomitent cu E49. |
| Austria       | 285-296 | A23   | Vienna                | A4                | Traficul E59 spre nord care părăsește segmentul trece pe A22 la intersectia Kaisermühlen. Traficul E59 în direcția sud care părăsește segmentul trece pe A2 la nodul Inzersdorf.                                                                                      |
| Austria       | 296-481 | A2    | Vienna Graz           | A3 A21 S4 S6      | Traficul E59 spre sud care părăsește segmentul se transferă pe A9 la nodul Graz-Vest. Traficul E59 spre nord care părăsește segmentul se transferă pe A23 la intersectia Inzersdorf. O parte a acestui segment, între Fürstenfeld și Graz, este concomitentă cu E66.  |
| Austria       | 481-522 | A9    | Graz Spielfeld        | B70               | Traficul E59 spre nord părăsește A9 la nodul Graz-Vest. Acest segment este concomitent cu E57. |
| Slovenia      | 522-548 | A1    | Šentilj Maribor       | A5                | E59 spre sud părăsește A1 la intersectia Maribor. Acest segment este concomitent cu E57. |
| Slovenia      | 548-583 | A4    | Maribor Gruškovje     | 2                 | |
| Croatia       | 583-644 | A2    | Macelj Zagreb         | A3 D205 D307      | Traficul E59 spre sud, care părăsește segmentul, este implicit pe A3 (E70) spre est la intersectia Jankomir al centurii ocolitoare Zagreb. Segmentul cel mai sudic al traseului. Format: Jctbtm                                                                       |